# Convocazioni per la World Cup of Hockey 2016
Ciascuna delle squadre partecipanti alla World Cup of Hockey 2016 era composta da venti giocatori di movimento (difensori ed attaccanti) e tre portieri.
Una prima lista di sedici giocatori per ogni team è stata resa nota il 2 marzo 2016, i restanti sette sono stati annunciati il successivo 27 maggio.

## Gruppo A

### Canada
Head coach: Mike Babcock
| Nr. | Pos. | Nome                | Altezza             | Peso            | Data di nascita             | Club                |
| --- | ---- | ------------------- | ------------------- | --------------- | --------------------------- | ------------------- |
| 50  | G    | Corey Crawford      | 1,88 m (6 ft 2 in)  | 94 kg (207 lb)  | 31 dicembre 1984 (31 anni)  | Chicago Blackhawks  |
| 70  | G    | Braden Holtby       | 1,88 m (6 ft 2 in)  | 92 kg (203 lb)  | 16 settembre 1989 (27 anni) | Washington Capitals |
| 31  | G    | Carey Price         | 1,91 m (6 ft 3 in)  | 98 kg (216 lb)  | 16 agosto 1987 (29 anni)    | Montreal Canadiens  |
| 4   | D    | Jay Bouwmeester     | 1,93 m (6 ft 4 in)  | 96 kg (212 lb)  | 27 settembre 1983 (32 anni) | St. Louis Blues     |
| 88  | D    | Brent Burns         | 1,96 m (6 ft 5 in)  | 105 kg (231 lb) | 9 marzo 1985 (31 anni)      | San Jose Sharks     |
| 8   | D    | Drew Doughty        | 1,85 m (6 ft 1 in)  | 88 kg (194 lb)  | 8 dicembre 1989 (26 anni)   | Los Angeles Kings   |
| 7   | D    | Jake Muzzin         | 1,91 m (6 ft 3 in)  | 98 kg (216 lb)  | 21 febbraio 1989 (27 anni)  | Los Angeles Kings   |
| 27  | D    | Alex Pietrangelo    | 1,91 m (6 ft 3 in)  | 95 kg (209 lb)  | 18 gennaio 1990 (26 anni)   | St. Louis Blues     |
| 44  | D    | Marc-Édouard Vlasic | 1,85 m (6 ft 1 in)  | 91 kg (201 lb)  | 30 marzo 1987 (29 anni)     | San Jose Sharks     |
| 6   | D    | Shea Weber (A)      | 1,96 m (6 ft 5 in)  | 107 kg (236 lb) | 14 agosto 1985 (31 anni)    | Montreal Canadiens  |
| 37  | C    | Patrice Bergeron    | 1,88 m (6 ft 2 in)  | 88 kg (194 lb)  | 24 luglio 1985 (31 anni)    | Boston Bruins       |
| 39  | C    | Logan Couture       | 1,85 m (6 ft 1 in)  | 88 kg (194 lb)  | 28 marzo 1989 (27 anni)     | San Jose Sharks     |
| 87  | C    | Sidney Crosby (C)   | 1,80 m (5 ft 11 in) | 91 kg (201 lb)  | 7 agosto 1987 (29 anni)     | Pittsburgh Penguins |
| 9   | C    | Matt Duchene        | 1,80 m (5 ft 11 in) | 91 kg (201 lb)  | 16 gennaio 1991 (25 anni)   | Colorado Avalanche  |
| 15  | C    | Ryan Getzlaf        | 1,93 m (6 ft 4 in)  | 100 kg (220 lb) | 10 maggio 1985 (31 anni)    | Anaheim Ducks       |
| 28  | C    | Claude Giroux       | 1,80 m (5 ft 11 in) | 84 kg (185 lb)  | 12 gennaio 1988 (28 anni)   | Philadelphia Flyers |
| 63  | LW   | Brad Marchand       | 1,75 m (5 ft 9 in)  | 82 kg (181 lb)  | 11 maggio 1988 (28 anni)    | Boston Bruins       |
| 90  | C    | Ryan O'Reilly       | 1,83 m (6 ft 0 in)  | 91 kg (201 lb)  | 7 febbraio 1991 (25 anni)   | Buffalo Sabres      |
| 24  | RW   | Corey Perry         | 1,91 m (6 ft 3 in)  | 95 kg (209 lb)  | 16 maggio 1985 (31 anni)    | Anaheim Ducks       |
| 91  | C    | Steven Stamkos      | 1,85 m (6 ft 1 in)  | 88 kg (194 lb)  | 7 febbraio 1990 (26 anni)   | Tampa Bay Lightning |
| 20  | C    | John Tavares        | 1,85 m (6 ft 1 in)  | 93 kg (205 lb)  | 20 settembre 1990 (25 anni) | New York Islanders  |
| 97  | C    | Joe Thornton        | 1,93 m (6 ft 4 in)  | 100 kg (220 lb) | 2 luglio 1979 (37 anni)     | San Jose Sharks     |
| 16  | C    | Jonathan Toews (A)  | 1,88 m (6 ft 2 in)  | 94 kg (207 lb)  | 29 aprile 1988 (28 anni)    | Chicago Blackhawks  |

Duncan Keith, Jeff Carter, Jamie Benn, e Tyler Seguin facevano in origine parte della lista dei selezionati, ma - a seguito di infortunii - sono stati sostituiti rispettivamente da Jay Bouwmeester, Corey Perry, Logan Couture e Ryan O'Reilly.

### Rep. Ceca
Head coach: Josef Jandac
| Nr. | Pos. | Nome               | Altezza             | Peso            | Data di nascita            | Club                |
| --- | ---- | ------------------ | ------------------- | --------------- | -------------------------- | ------------------- |
| 34  | G    | Petr Mrázek        | 1,88 m (6 ft 2 in)  | 83 kg (183 lb)  | 14 febbraio 1992 (24 anni) | Detroit Red Wings   |
| 30  | G    | Michal Neuvirth    | 1,85 m (6 ft 1 in)  | 86 kg (190 lb)  | 23 marzo 1988 (28 anni)    | Philadelphia Flyers |
| 31  | G    | Ondřej Pavelec     | 1,91 m (6 ft 3 in)  | 111 kg (245 lb) | 31 agosto 1987 (29 anni)   | Winnipeg Jets       |
| 47  | D    | Michal Jordán      | 1,85 m (6 ft 1 in)  | 88 kg (194 lb)  | 17 luglio 1990 (26 anni)   | Free Agent          |
| 6   | D    | Michal Kempný      | 1,83 m (6 ft 0 in)  | 88 kg (194 lb)  | 8 settembre 1990 (26 anni) | Chicago Blackhawks  |
| 84  | D    | Tomáš Kundrátek    | 1,83 m (6 ft 0 in)  | 91 kg (201 lb)  | 26 dicembre 1989 (26 anni) | Slovan Bratislava   |
| 2   | D    | Zbyněk Michálek    | 1,88 m (6 ft 2 in)  | 95 kg (209 lb)  | 23 dicembre 1982 (33 anni) | Arizona Coyotes     |
| 33  | D    | Jakub Nakládal     | 1,88 m (6 ft 2 in)  | 96 kg (212 lb)  | 30 dicembre 1987 (28 anni) | Free Agent          |
| 64  | D    | Roman Polák        | 1,85 m (6 ft 1 in)  | 108 kg (238 lb) | 28 aprile 1986 (30 anni)   | Toronto Maple Leafs |
| 62  | D    | Andrej Šustr       | 2,03 m (6 ft 8 in)  | 102 kg (225 lb) | 29 novembre 1990 (25 anni) | Tampa Bay Lightning |
| 86  | LW   | Michal Birner      | 1,83 m (6 ft 0 in)  | 83 kg (183 lb)  | 2 marzo 1986 (30 anni)     | Traktor Chelyabinsk |
| 10  | LW   | Roman Červenka     | 1,81 m (5 ft 11 in) | 86 kg (190 lb)  | 10 dicembre 1985 (30 anni) | Fribourg-Gottéron   |
| 12  | C    | Radek Faksa        | 1,91 m (6 ft 3 in)  | 95 kg (209 lb)  | 9 gennaio 1994 (22 anni)   | Dallas Stars        |
| 67  | RW   | Michael Frolík     | 1,88 m (6 ft 2 in)  | 87 kg (192 lb)  | 17 febbraio 1988 (28 anni) | Calgary Flames      |
| 11  | C    | Martin Hanzal      | 1,98 m (6 ft 6 in)  | 107 kg (236 lb) | 20 febbraio 1987 (29 anni) | Arizona Coyotes     |
| 83  | RW   | Aleš Hemský (A)    | 1,83 m (6 ft 0 in)  | 84 kg (185 lb)  | 13 agosto 1983 (33 anni)   | Dallas Stars        |
| 23  | RW   | Dmitri Jaškin      | 1,88 m (6 ft 2 in)  | 98 kg (216 lb)  | 23 marzo 1993 (23 anni)    | St. Louis Blues     |
| 9   | LW   | Milan Michálek     | 1,88 m (6 ft 2 in)  | 103 kg (227 lb) | 7 dicembre 1984 (31 anni)  | Toronto Maple Leafs |
| 18  | LW   | Ondřej Palát       | 1,80 m (5 ft 11 in) | 79 kg (174 lb)  | 28 marzo 1991 (25 anni)    | Tampa Bay Lightning |
| 88  | RW   | David Pastrňák     | 1,83 m (6 ft 0 in)  | 82 kg (181 lb)  | 25 maggio 1996 (20 anni)   | Boston Bruins       |
| 14  | C    | Tomáš Plekanec (C) | 1,80 m (5 ft 11 in) | 88 kg (194 lb)  | 31 ottobre 1982 (33 anni)  | Montreal Canadiens  |
| 17  | RW   | Vladimír Sobotka   | 1,78 m (5 ft 10 in) | 83 kg (183 lb)  | 2 luglio 1987 (29 anni)    | Avangard Omsk       |
| 93  | RW   | Jakub Voráček (A)  | 1,88 m (6 ft 2 in)  | 97 kg (214 lb)  | 15 agosto 1989 (27 anni)   | Philadelphia Flyers |

David Krejčí, Tomáš Hertl e Radko Gudas facevano in origine parte della lista dei selezionati, ma - a seguito di infortunii - sono stati sostituiti rispettivamente da Roman Červenka, Michal Birner e Tomáš Kundrátek.

### Europa
Head coach: Ralph Krueger
| Nr. | Pos. | Nome                     | Altezza             | Peso             | Data di nascita             | Club                |
| --- | ---- | ------------------------ | ------------------- | ---------------- | --------------------------- | ------------------- |
| 1   | G    | Thomas Greiss            | 1,85 m (6 ft 1 in)  | 103 kg (227 lb)  | 29 gennaio 1986 (30 anni)   | New York Islanders  |
| 31  | G    | Philipp Grubauer         | 1,85 m (6 ft 1 in)  | 83,5 kg (184 lb) | 25 novembre 1991 (24 anni)  | Washington Capitals |
| 41  | G    | Jaroslav Halák           | 1,80 m (5 ft 11 in) | 82 kg (181 lb)   | 13 maggio 1985 (31 anni)    | New York Islanders  |
| 33  | D    | Zdeno Chára (A)          | 2,06 m (6 ft 9 in)  | 110 kg (240 lb)  | 18 marzo 1977 (39 anni)     | Boston Bruins       |
| 10  | D    | Christian Ehrhoff        | 1,88 m (6 ft 2 in)  | 91 kg (201 lb)   | 6 luglio 1982 (34 anni)     | Free Agent          |
| 59  | D    | Roman Josi               | 1,88 m (6 ft 2 in)  | 88 kg (194 lb)   | 1º giugno 1990 (26 anni)    | Nashville Predators |
| 5   | D    | Luca Sbisa               | 1,88 m (6 ft 2 in)  | 90 kg (200 lb)   | 30 gennaio 1990 (26 anni)   | Vancouver Canucks   |
| 44  | D    | Dennis Seidenberg        | 1,85 m (6 ft 1 in)  | 95 kg (209 lb)   | 18 luglio 1981 (35 anni)    | Free Agent          |
| 2   | D    | Andrej Sekera            | 1,83 m (6 ft 0 in)  | 91 kg (201 lb)   | 8 giugno 1986 (30 anni)     | Edmonton Oilers     |
| 7   | D    | Mark Streit (A)          | 1,80 m (5 ft 11 in) | 93 kg (205 lb)   | 11 dicembre 1977 (38 anni)  | Philadelphia Flyers |
| 78  | LW   | Pierre-Édouard Bellemare | 1,83 m (6 ft 0 in)  | 90 kg (200 lb)   | 6 marzo 1985 (31 anni)      | Philadelphia Flyers |
| 89  | LW   | Mikkel Bødker            | 1,80 m (5 ft 11 in) | 91 kg (201 lb)   | 16 dicembre 1989 (26 anni)  | San Jose Sharks     |
| 29  | C    | Leon Draisaitl           | 1,85 m (6 ft 1 in)  | 97 kg (214 lb)   | 27 ottobre 1995 (20 anni)   | Edmonton Oilers     |
| 12  | RW   | Marián Gáborík           | 1,85 m (6 ft 1 in)  | 93 kg (205 lb)   | 14 febbraio 1982 (34 anni)  | Los Angeles Kings   |
| 36  | RW   | Jannik Hansen            | 1,85 m (6 ft 1 in)  | 88 kg (194 lb)   | 15 marzo 1986 (30 anni)     | Vancouver Canucks   |
| 81  | RW   | Marián Hossa             | 1,85 m (6 ft 1 in)  | 95 kg (209 lb)   | 12 gennaio 1979 (37 anni)   | Chicago Blackhawks  |
| 11  | C    | Anže Kopitar (C)         | 1,91 m (6 ft 3 in)  | 103 kg (227 lb)  | 24 agosto 1987 (29 anni)    | Los Angeles Kings   |
| 22  | LW   | Nino Niederreiter        | 1,88 m (6 ft 2 in)  | 96 kg (212 lb)   | 8 settembre 1992 (24 anni)  | Minnesota Wild      |
| 51  | C    | Frans Nielsen            | 1,85 m (6 ft 1 in)  | 82 kg (181 lb)   | 24 aprile 1984 (32 anni)    | Detroit Red Wings   |
| 8   | RW   | Tobias Rieder            | 1,80 m (5 ft 11 in) | 84 kg (185 lb)   | 10 gennaio 1993 (23 anni)   | Arizona Coyotes     |
| 21  | LW   | Tomáš Tatar              | 1,78 m (5 ft 10 in) | 80 kg (180 lb)   | 1º dicembre 1990 (25 anni)  | Detroit Red Wings   |
| 26  | LW   | Thomas Vanek             | 1,88 m (6 ft 2 in)  | 99 kg (218 lb)   | 19 gennaio 1984 (32 anni)   | Detroit Red Wings   |
| 63  | RW   | Mats Zuccarello          | 1,70 m (5 ft 7 in)  | 81 kg (179 lb)   | 1º settembre 1987 (29 anni) | New York Rangers    |

Frederik Andersen faceva in origine parte della lista dei selezionati, ma - a seguito di infortunio - è stato sostituito da Philipp Grubauer.

### Stati Uniti
Head coach: John Tortorella
| Nr. | Pos. | Nome               | Altezza             | Peso            | Data di nascita            | Club                  |
| --- | ---- | ------------------ | ------------------- | --------------- | -------------------------- | --------------------- |
| 30  | G    | Ben Bishop         | 2,01 m (6 ft 7 in)  | 98 kg (216 lb)  | 21 novembre 1986 (29 anni) | Tampa Bay Lightning   |
| 32  | G    | Jonathan Quick     | 1,85 m (6 ft 1 in)  | 100 kg (220 lb) | 21 gennaio 1986 (30 anni)  | Los Angeles Kings     |
| 35  | G    | Cory Schneider     | 1,88 m (6 ft 2 in)  | 88 kg (194 lb)  | 18 marzo 1986 (30 anni)    | New Jersey Devils     |
| 33  | D    | Dustin Byfuglien   | 1,96 m (6 ft 5 in)  | 120 kg (260 lb) | 27 marzo 1985 (31 anni)    | Winnipeg Jets         |
| 4   | D    | John Carlson       | 1,91 m (6 ft 3 in)  | 99 kg (218 lb)  | 10 gennaio 1990 (26 anni)  | Washington Capitals   |
| 6   | D    | Erik Johnson       | 1,93 m (6 ft 4 in)  | 105 kg (231 lb) | 21 marzo 1988 (28 anni)    | Colorado Avalanche    |
| 3   | D    | Jack Johnson       | 1,85 m (6 ft 1 in)  | 104 kg (229 lb) | 13 gennaio 1987 (29 anni)  | Columbus Blue Jackets |
| 27  | D    | Ryan McDonagh      | 1,85 m (6 ft 1 in)  | 97 kg (214 lb)  | 13 giugno 1989 (27 anni)   | New York Rangers      |
| 2   | D    | Matt Niskanen      | 1,83 m (6 ft 0 in)  | 91 kg (201 lb)  | 6 dicembre 1986 (29 anni)  | Washington Capitals   |
| 20  | D    | Ryan Suter (A)     | 1,85 m (6 ft 1 in)  | 88 kg (194 lb)  | 21 gennaio 1985 (31 anni)  | Minnesota Wild        |
| 89  | LW   | Justin Abdelkader  | 1,88 m (6 ft 2 in)  | 99 kg (218 lb)  | 25 febbraio 1987 (29 anni) | Detroit Red Wings     |
| 42  | RW   | David Backes       | 1,91 m (6 ft 3 in)  | 101 kg (223 lb) | 1º maggio 1984 (32 anni)   | Boston Bruins         |
| 19  | C    | Brandon Dubinsky   | 1,88 m (6 ft 2 in)  | 98 kg (216 lb)  | 29 aprile 1986 (30 anni)   | Columbus Blue Jackets |
| 88  | RW   | Patrick Kane (A)   | 1,78 m (5 ft 10 in) | 80 kg (180 lb)  | 19 novembre 1988 (27 anni) | Chicago Blackhawks    |
| 17  | C    | Ryan Kesler        | 1,88 m (6 ft 2 in)  | 92 kg (203 lb)  | 31 agosto 1984 (32 anni)   | Anaheim Ducks         |
| 74  | RW   | T.J. Oshie         | 1,80 m (5 ft 11 in) | 86 kg (190 lb)  | 23 dicembre 1986 (29 anni) | Washington Capitals   |
| 67  | LW   | Max Pacioretty     | 1,88 m (6 ft 2 in)  | 97 kg (214 lb)  | 20 novembre 1988 (27 anni) | Montreal Canadiens    |
| 23  | RW   | Kyle Palmieri      | 1,79 m (5 ft 10 in) | 88 kg (194 lb)  | 1º febbraio 1991 (25 anni) | New Jersey Devils     |
| 9   | LW   | Zach Parise        | 1,80 m (5 ft 11 in) | 89 kg (196 lb)  | 28 luglio 1984 (32 anni)   | Minnesota Wild        |
| 8   | RW   | Joe Pavelski (C)   | 1,80 m (5 ft 11 in) | 88 kg (194 lb)  | 11 luglio 1984 (32 anni)   | San Jose Sharks       |
| 21  | C    | Derek Stepan       | 1,83 m (6 ft 0 in)  | 89 kg (196 lb)  | 18 giugno 1990 (26 anni)   | New York Rangers      |
| 16  | LW   | James van Riemsdyk | 1,91 m (6 ft 3 in)  | 95 kg (209 lb)  | 4 maggio 1989 (27 anni)    | Toronto Maple Leafs   |
| 26  | RW   | Blake Wheeler      | 1,96 m (6 ft 5 in)  | 93 kg (205 lb)  | 31 agosto 1986 (30 anni)   | Winnipeg Jets         |

Ryan Callahan faceva in origine parte della lista dei selezionati, ma - a seguito di infortunio - è stato sostituito da Kyle Palmieri.

## Gruppo B

### Finlandia
Head coach: Lauri Marjamäki
| Nr. | Pos. | Nome                  | Altezza             | Peso            | Data di nascita             | Club                |
| --- | ---- | --------------------- | ------------------- | --------------- | --------------------------- | ------------------- |
| 19  | G    | Mikko Koskinen        | 2,00 m (6 ft 7 in)  | 95 kg (209 lb)  | 18 luglio 1988 (28 anni)    | SKA S. Pietroburgo  |
| 40  | G    | Tuukka Rask           | 1,88 m (6 ft 2 in)  | 84 kg (185 lb)  | 10 marzo 1987 (29 anni)     | Boston Bruins       |
| 35  | G    | Pekka Rinne           | 1,96 m (6 ft 5 in)  | 98 kg (216 lb)  | 3 novembre 1982 (33 anni)   | Nashville Predators |
| 2   | D    | Jyrki Jokipakka       | 1,91 m (6 ft 3 in)  | 98 kg (216 lb)  | 20 agosto 1991 (25 anni)    | Calgary Flames      |
| 18  | D    | Sami Lepistö          | 1,85 m (6 ft 1 in)  | 86 kg (190 lb)  | 17 ottobre 1984 (31 anni)   | Salavat Yulaev Ufa  |
| 7   | D    | Esa Lindell           | 1,91 m (6 ft 3 in)  | 98 kg (216 lb)  | 23 maggio 1994 (22 anni)    | Dallas Stars        |
| 3   | D    | Olli Määttä           | 1,88 m (6 ft 2 in)  | 93 kg (205 lb)  | 22 agosto 1994 (22 anni)    | Pittsburgh Penguins |
| 22  | D    | Ville Pokka           | 1,83 m (6 ft 0 in)  | 97 kg (214 lb)  | 3 giugno 1994 (22 anni)     | Chicago Blackhawks  |
| 55  | D    | Rasmus Ristolainen    | 1,93 m (6 ft 4 in)  | 99 kg (218 lb)  | 27 ottobre 1994 (21 anni)   | Buffalo Sabres      |
| 45  | D    | Sami Vatanen          | 1,79 m (5 ft 10 in) | 80 kg (180 lb)  | 3 giugno 1991 (25 anni)     | Anaheim Ducks       |
| 20  | LW   | Sebastian Aho         | 1,81 m (5 ft 11 in) | 78 kg (172 lb)  | 26 luglio 1997 (19 anni)    | Carolina Hurricanes |
| 91  | C    | Aleksander Barkov     | 1,91 m (6 ft 3 in)  | 96 kg (212 lb)  | 2 settembre 1995 (21 anni)  | Florida Panthers    |
| 27  | LW   | Joonas Donskoi        | 1,83 m (6 ft 0 in)  | 84 kg (185 lb)  | 13 aprile 1992 (24 anni)    | San Jose Sharks     |
| 51  | C    | Valtteri Filppula (A) | 1,83 m (6 ft 0 in)  | 88 kg (194 lb)  | 20 marzo 1984 (32 anni)     | Tampa Bay Lightning |
| 64  | LW   | Mikael Granlund       | 1,78 m (5 ft 10 in) | 84 kg (185 lb)  | 26 febbraio 1992 (24 anni)  | Minnesota Wild      |
| 56  | RW   | Erik Haula            | 1,82 m (6 ft 0 in)  | 88 kg (194 lb)  | 23 marzo 1991 (25 anni)     | Minnesota Wild      |
| 36  | LW   | Jussi Jokinen (A)     | 1,83 m (6 ft 0 in)  | 87 kg (192 lb)  | 1º aprile 1983 (33 anni)    | Florida Panthers    |
| 9   | C    | Mikko Koivu (C)       | 1,91 m (6 ft 3 in)  | 101 kg (223 lb) | 12 marzo 1983 (33 anni)     | Minnesota Wild      |
| 71  | RW   | Leo Komarov           | 1,80 m (5 ft 11 in) | 90 kg (200 lb)  | 23 gennaio 1987 (29 anni)   | Toronto Maple Leafs |
| 28  | LW   | Lauri Korpikoski      | 1,85 m (6 ft 1 in)  | 93 kg (205 lb)  | 28 luglio 1986 (30 anni)    | Free Agent          |
| 29  | RW   | Patrik Laine          | 1,94 m (6 ft 4 in)  | 95 kg (209 lb)  | 19 aprile 1998 (18 anni)    | Winnipeg Jets       |
| 12  | C    | Jori Lehterä          | 1,88 m (6 ft 2 in)  | 96 kg (212 lb)  | 23 dicembre 1987 (28 anni)  | St. Louis Blues     |
| 86  | C    | Teuvo Teräväinen      | 1,80 m (5 ft 11 in) | 81 kg (179 lb)  | 11 settembre 1994 (22 anni) | Carolina Hurricanes |

### Team North America
Head coach: Todd McLellan
| Nr. | Pos. | Nome                | Altezza             | Peso            | Data di nascita             | Club                  |
| --- | ---- | ------------------- | ------------------- | --------------- | --------------------------- | --------------------- |
| 36  | G    | John Gibson         | 1,91 m (6 ft 3 in)  | 91 kg (201 lb)  | 14 luglio 1993 (23 anni)    | Anaheim Ducks         |
| 37  | G    | Connor Hellebuyck   | 1,93 m (6 ft 4 in)  | 94 kg (207 lb)  | 19 maggio 1993 (23 anni)    | Winnipeg Jets         |
| 30  | G    | Matt Murray         | 1,93 m (6 ft 4 in)  | 81 kg (179 lb)  | 25 maggio 1994 (22 anni)    | Pittsburgh Penguins   |
| 5   | D    | Aaron Ekblad (A)    | 1,93 m (6 ft 4 in)  | 98 kg (216 lb)  | 7 febbraio 1996 (20 anni)   | Florida Panthers      |
| 53  | D    | Shayne Gostisbehere | 1,80 m (5 ft 11 in) | 82 kg (181 lb)  | 20 aprile 1993 (23 anni)    | Philadelphia Flyers   |
| 3   | D    | Seth Jones          | 1,93 m (6 ft 4 in)  | 93 kg (205 lb)  | 3 ottobre 1994 (21 anni)    | Columbus Blue Jackets |
| 27  | D    | Ryan Murray         | 1,83 m (6 ft 0 in)  | 90 kg (200 lb)  | 27 settembre 1993 (22 anni) | Columbus Blue Jackets |
| 4   | D    | Colton Parayko      | 1,98 m (6 ft 6 in)  | 103 kg (227 lb) | 12 maggio 1993 (23 anni)    | St. Louis Blues       |
| 44  | D    | Morgan Rielly       | 1,85 m (6 ft 1 in)  | 82 kg (181 lb)  | 9 marzo 1994 (22 anni)      | Toronto Maple Leafs   |
| 8   | D    | Jacob Trouba        | 1,88 m (6 ft 2 in)  | 85 kg (187 lb)  | 26 febbraio 1994 (22 anni)  | Winnipeg Jets         |
| 14  | C    | Sean Couturier (A)  | 1,91 m (6 ft 3 in)  | 89 kg (196 lb)  | 7 dicembre 1992 (23 anni)   | Philadelphia Flyers   |
| 72  | RW   | Jonathan Drouin     | 1,80 m (5 ft 11 in) | 85 kg (187 lb)  | 28 marzo 1995 (21 anni)     | Tampa Bay Lightning   |
| 15  | C    | Jack Eichel         | 1,88 m (6 ft 2 in)  | 91 kg (201 lb)  | 28 ottobre 1996 (19 anni)   | Buffalo Sabres        |
| 13  | LW   | Johnny Gaudreau     | 1,75 m (5 ft 9 in)  | 68 kg (150 lb)  | 13 agosto 1993 (23 anni)    | Calgary Flames        |
| 71  | RW   | Dylan Larkin        | 1,85 m (6 ft 1 in)  | 86 kg (190 lb)  | 30 luglio 1996 (20 anni)    | Detroit Red Wings     |
| 29  | RW   | Nathan MacKinnon    | 1,83 m (6 ft 0 in)  | 85 kg (187 lb)  | 1º settembre 1995 (21 anni) | Colorado Avalanche    |
| 34  | C    | Auston Matthews     | 1,88 m (6 ft 2 in)  | 89 kg (196 lb)  | 17 settembre 1997 (19 anni) | Toronto Maple Leafs   |
| 97  | C    | Connor McDavid (C)  | 1,85 m (6 ft 1 in)  | 88 kg (194 lb)  | 13 gennaio 1997 (19 anni)   | Edmonton Oilers       |
| 10  | LW   | J. T. Miller        | 1,85 m (6 ft 1 in)  | 91 kg (201 lb)  | 14 marzo 1993 (23 anni)     | New York Rangers      |
| 93  | C    | Ryan Nugent-Hopkins | 1,83 m (6 ft 0 in)  | 86 kg (190 lb)  | 12 aprile 1993 (23 anni)    | Edmonton Oilers       |
| 20  | LW   | Brandon Saad        | 1,85 m (6 ft 1 in)  | 92 kg (203 lb)  | 27 ottobre 1992 (23 anni)   | Columbus Blue Jackets |
| 55  | C    | Mark Scheifele      | 1,91 m (6 ft 3 in)  | 94 kg (207 lb)  | 15 marzo 1993 (23 anni)     | Winnipeg Jets         |
| 21  | C    | Vincent Trocheck    | 1,78 m (5 ft 10 in) | 83 kg (183 lb)  | 11 luglio 1993 (23 anni)    | Florida Panthers      |

Sean Monahan faceva in origine parte della lista dei selezionati, ma - a seguito di infortunio - è stato sostituito da Vincent Trocheck.

### Russia
Head coach: Oleg Znarok
| Nr. | Pos. | Nome                   | Altezza             | Peso            | Data di nascita             | Club                  |
| --- | ---- | ---------------------- | ------------------- | --------------- | --------------------------- | --------------------- |
| 72  | G    | Sergei Bobrovsky       | 1,88 m (6 ft 2 in)  | 86 kg (190 lb)  | 20 settembre 1988 (27 anni) | Columbus Blue Jackets |
| 1   | G    | Semyon Varlamov        | 1,88 m (6 ft 2 in)  | 95 kg (209 lb)  | 27 aprile 1988 (28 anni)    | Colorado Avalanche    |
| 88  | G    | Andrei Vasilevskiy     | 1,91 m (6 ft 3 in)  | 93 kg (205 lb)  | 25 luglio 1994 (22 anni)    | Tampa Bay Lightning   |
| 74  | D    | Alexei Emelin          | 1,88 m (6 ft 2 in)  | 98 kg (216 lb)  | 25 aprile 1986 (30 anni)    | Montreal Canadiens    |
| 7   | D    | Dmitri Kulikov         | 1,85 m (6 ft 1 in)  | 84 kg (185 lb)  | 29 ottobre 1990 (25 anni)   | Buffalo Sabres        |
| 47  | D    | Alexei Marchenko       | 1,91 m (6 ft 3 in)  | 95 kg (209 lb)  | 2 gennaio 1992 (24 anni)    | Detroit Red Wings     |
| 79  | D    | Andrei Markov          | 1,83 m (6 ft 0 in)  | 88 kg (194 lb)  | 20 dicembre 1978 (37 anni)  | Montreal Canadiens    |
| 89  | D    | Nikita Nesterov        | 1,81 m (5 ft 11 in) | 83 kg (183 lb)  | 28 marzo 1993 (23 anni)     | Tampa Bay Lightning   |
| 9   | D    | Dmitry Orlov           | 1,83 m (6 ft 0 in)  | 91 kg (201 lb)  | 23 luglio 1991 (25 anni)    | Washington Capitals   |
| 22  | D    | Nikita Zaitsev         | 1,89 m (6 ft 2 in)  | 89 kg (196 lb)  | 29 ottobre 1991 (24 anni)   | Toronto Maple Leafs   |
| 42  | C    | Artëm Anisimov         | 1,93 m (6 ft 4 in)  | 90 kg (200 lb)  | 24 maggio 1988 (28 anni)    | Chicago Blackhawks    |
| 63  | RW   | Evgenii Dadonov        | 1,79 m (5 ft 10 in) | 84 kg (185 lb)  | 12 marzo 1989 (27 anni)     | SKA S. Pietroburgo    |
| 13  | C    | Pavel Datsyuk (A)      | 1,80 m (5 ft 11 in) | 83 kg (183 lb)  | 20 luglio 1978 (38 anni)    | SKA S. Pietroburgo    |
| 86  | RW   | Nikita Kucherov        | 1,80 m (5 ft 11 in) | 81 kg (179 lb)  | 17 giugno 1993 (23 anni)    | Tampa Bay Lightning   |
| 41  | RW   | Nikolay Kulemin        | 1,85 m (6 ft 1 in)  | 96 kg (212 lb)  | 14 luglio 1986 (30 anni)    | New York Islanders    |
| 92  | C    | Evgeny Kuznetsov       | 1,83 m (6 ft 0 in)  | 86 kg (190 lb)  | 19 maggio 1992 (24 anni)    | Washington Capitals   |
| 71  | C    | Evgeni Malkin (A)      | 1,91 m (6 ft 3 in)  | 88 kg (194 lb)  | 31 luglio 1986 (30 anni)    | Pittsburgh Penguins   |
| 90  | LW   | Vladislav Namestnikov  | 1,80 m (5 ft 11 in) | 77 kg (170 lb)  | 22 novembre 1992 (23 anni)  | Tampa Bay Lightning   |
| 8   | LW   | Alexander Ovechkin (C) | 1,91 m (6 ft 3 in)  | 108 kg (238 lb) | 17 settembre 1985 (31 anni) | Washington Capitals   |
| 27  | LW   | Artemi Panarin         | 1,80 m (5 ft 11 in) | 77 kg (170 lb)  | 30 ottobre 1991 (24 anni)   | Chicago Blackhawks    |
| 87  | C    | Vadim Shipachyov       | 1,83 m (6 ft 0 in)  | 85 kg (187 lb)  | 12 marzo 1987 (29 anni)     | SKA S. Pietroburgo    |
| 91  | RW   | Vladimir Tarasenko     | 1,83 m (6 ft 0 in)  | 99 kg (218 lb)  | 13 dicembre 1991 (24 anni)  | St. Louis Blues       |
| 77  | C    | Ivan Telegin           | 1,93 m (6 ft 4 in)  | 92 kg (203 lb)  | 28 febbraio 1992 (24 anni)  | CSKA Mosca            |

Slava Voynov era stato originariamente convocato, ma a causa di una squalifica a tempo indeterminato comminatagli dalla NHL nella stagione 2014-2015, non gli fu consentito di prendere parte all'evento; fu sostituito da Nikita Nesterov.

### Svezia
Head coach: Rikard Grönborg
| Nr. | Pos. | Nome                 | Altezza             | Peso             | Data di nascita             | Club                |
| --- | ---- | -------------------- | ------------------- | ---------------- | --------------------------- | ------------------- |
| 1   | G    | Jhonas Enroth        | 1,80 m (5 ft 11 in) | 75 kg (165 lb)   | 25 giugno 1988 (28 anni)    | Toronto Maple Leafs |
| 30  | G    | Henrik Lundqvist     | 1,85 m (6 ft 1 in)  | 85 kg (187 lb)   | 2 marzo 1982 (34 anni)      | New York Rangers    |
| 25  | G    | Jacob Markström      | 1,98 m (6 ft 6 in)  | 89 kg (196 lb)   | 31 gennaio 1990 (26 anni)   | Vancouver Canucks   |
| 14  | D    | Mattias Ekholm       | 1,93 m (6 ft 4 in)  | 98 kg (216 lb)   | 24 maggio 1990 (26 anni)    | Nashville Predators |
| 23  | D    | Oliver Ekman-Larsson | 1,88 m (6 ft 2 in)  | 91 kg (201 lb)   | 17 luglio 1991 (25 anni)    | Arizona Coyotes     |
| 77  | D    | Victor Hedman        | 1,98 m (6 ft 6 in)  | 105 kg (231 lb)  | 18 dicembre 1990 (25 anni)  | Tampa Bay Lightning |
| 4   | D    | Niklas Hjalmarsson   | 1,91 m (6 ft 3 in)  | 93 kg (205 lb)   | 6 giugno 1987 (29 anni)     | Chicago Blackhawks  |
| 65  | D    | Erik Karlsson (A)    | 1,83 m (6 ft 0 in)  | 82 kg (181 lb)   | 31 maggio 1990 (26 anni)    | Ottawa Senators     |
| 47  | D    | Hampus Lindholm      | 1,88 m (6 ft 2 in)  | 88 kg (194 lb)   | 20 gennaio 1994 (22 anni)   | Anaheim Ducks       |
| 6   | D    | Anton Strålman       | 1,85 m (6 ft 1 in)  | 82 kg (181 lb)   | 1º agosto 1986 (30 anni)    | Tampa Bay Lightning |
| 11  | C    | Mikael Backlund      | 1,83 m (6 ft 0 in)  | 89,8 kg (198 lb) | 17 marzo 1987 (29 anni)     | Calgary Flames      |
| 17  | C    | Patrik Berglund      | 1,93 m (6 ft 4 in)  | 99,3 kg (219 lb) | 2 giugno 1988 (28 anni)     | St. Louis Blues     |
| 19  | C    | Nicklas Bäckström    | 1,88 m (6 ft 2 in)  | 97 kg (214 lb)   | 23 novembre 1987 (28 anni)  | Washington Capitals |
| 21  | LW   | Loui Eriksson        | 1,88 m (6 ft 2 in)  | 89 kg (196 lb)   | 17 luglio 1985 (31 anni)    | Vancouver Canucks   |
| 9   | LW   | Filip Forsberg       | 1,88 m (6 ft 2 in)  | 94 kg (207 lb)   | 13 agosto 1994 (22 anni)    | Nashville Predators |
| 62  | LW   | Carl Hagelin         | 1,80 m (5 ft 11 in) | 84 kg (185 lb)   | 23 agosto 1988 (28 anni)    | Pittsburgh Penguins |
| 72  | RW   | Patric Hörnqvist     | 1,80 m (5 ft 11 in) | 86 kg (190 lb)   | 1º gennaio 1987 (29 anni)   | Pittsburgh Penguins |
| 16  | C    | Marcus Krüger        | 1,83 m (6 ft 0 in)  | 84 kg (185 lb)   | 27 maggio 1990 (26 anni)    | Chicago Blackhawks  |
| 92  | LW   | Gabriel Landeskog    | 1,85 m (6 ft 1 in)  | 93 kg (205 lb)   | 23 novembre 1992 (23 anni)  | Colorado Avalanche  |
| 22  | LW   | Daniel Sedin (A)     | 1,85 m (6 ft 1 in)  | 85 kg (187 lb)   | 26 settembre 1980 (35 anni) | Vancouver Canucks   |
| 33  | C    | Henrik Sedin (C)     | 1,88 m (6 ft 2 in)  | 85 kg (187 lb)   | 26 settembre 1980 (35 anni) | Vancouver Canucks   |
| 18  | RW   | Jakob Silfverberg    | 1,88 m (6 ft 2 in)  | 89 kg (196 lb)   | 13 ottobre 1990 (25 anni)   | Anaheim Ducks       |
| 34  | C    | Carl Söderberg       | 1,91 m (6 ft 3 in)  | 98 kg (216 lb)   | 12 ottobre 1985 (30 anni)   | Colorado Avalanche  |

Robin Lehner, Niklas Kronwall, Alexander Steen e Henrik Zetterberg facevano in origine parte della lista dei selezionati, ma - a seguito di infortunii - sono stati sostituiti rispettivamente da Jhonas Enroth, Hampus Lindholm, Rickard Rakell e Mikael Backlund. Più tardi lo stesso Rakell rinunciò, sostituito da Patrik Berglund. Henrik Zetterberg avrebbe dovuto essere il capitano della squadra, e fu sostituito nel ruolo da Henrik Sedin.